# Алтухов, Николай Григорьевич
Николай Григорьевич Алтухов (род. 1929 год) — советский латвийский партийный и государственный деятель. Депутат Верховного Совета Латвийской ССР 7 — 9 созывов. Член ЦК КП Латвии.
Окончил Харьковский институт инженеров железнодорожного транспорта (ХИИТ).
С 1952 года — инженер-технолог, мастер, заместитель начальника цеха, главный технолог Даугавпилсского паровозовагоноремонтного завода. С 1962 — второй секретарь, с 1965 года — первый секретарь Даугавпилсского горкома Компартии Латвии.
С 1973 года — министр местной промышленности Латвийской ССР.
Избирался членом ЦК КП Латвии, делегатом XXIV съезда КПСС, депутатом Верховного Совета Латвийской ССР 7 — 9 созывов.